# Eternal Majesty
Eternal Majesty – francuska grupa muzyczna grająca black metal. Zespół powstał z inicjatywy czterech braci, którzy wcześniej grali, jako Enchantress Moon, gdzie grali szybki, bezlitosny black metal.

## Obecny skład zespołu
- Navint (Deviant) – śpiew
- Sagoth (Antaeus, Autolyse-Dark Electro) – gitara basowa
- Thorgon (Antaeus, Deviant, Autolyse-Dark Electro) – perkusja
- Martyr (Atrox) – gitara elektryczna

## Dyskografia

### Albumy studyjne
- 2002 - From war to darkness (CD)
- 2003 - From war to darkness (Winyl)
- 2006 - Wounds of Hatred and slavery(CD)

### Inne nagrania
- 1997 - Dark Empire (Demo)
- 1998 - Split demo z Antaeus
- 2000 - Evil Consecration (Nagranie koncertowe)
- 2000 - None Shall Escape the Wrath (Split CD with Krieg, Judas Iscariot, and Macabre Omen)
- 2001 - Unholy Chants of darkness (Split z Temple of Baal)
- 2001 - SPK Kommando (Split z Deviant, Antaeus, Hell Militia)
- 2005 - Night Evilness (MCD)
- 2006 - Wounds of Hatred and slavery